# Azjatycka Konfederacja Piłki Siatkowej
Azjatycka Konfederacja Piłki Siatkowej (AVC, Asian Volleyball Confederation) – organizacja sportowa zrzeszająca związki piłki siatkowej 64. państwa Azji i Oceanii. Została założona w 1952 roku. Siedziba AVC znajduje się 
w stolicy Tajlandii Bangkoku.

## Strefy
Federacje piłki siatkowej 65. azjatyckich państw zostały podzielone na 5 stref:
- Azja Wschodnia - 8 państw
- Azja Południowo-Wschodnia - 10 państw
- Azja Centralna - 14 państw
- Azja Zachodnia - 12 państw
- Oceania - 21 państw

## Członkowie
| Lp. | Skrót | Reprezentacja                | Oficjalna nazwa krajowego związku piłki siatkowej      | Rok  | Strefa                    |
| --- | ----- | ---------------------------- | ------------------------------------------------------ | ---- | ------------------------- |
| 1.  | AFG   | Afganistan                   | Afghanistan Volleyball Association                     | 1980 | Azja Centralna            |
| 2.  | ASA   | Samoa Amerykańskie           | American Samoa Volleyball Association                  | 1988 | Oceania                   |
| 3.  | AUS   | Australia                    | Australia Volleyball Federation                        | 1968 | Oceania                   |
| 4.  | BAN   | Bangladesz                   | Bangladesh Volleyball Federation                       | 1976 | Azja Centralna            |
| 5.  | BHU   | Bhutan                       | Bhutan Volleyball Federation                           | 1984 | Azja Centralna            |
| 6.  | BRN   | Bahrajn                      | Bahrain Volleyball Association                         | 1976 | Azja Zachodnia            |
| 7.  | BRU   | Brunei                       | Brunei Amateur Volleyball Association                  | 1982 | Azja Południowo-Wschodnia |
| 8.  | CAM   | Kambodża                     | Cambodia Volleyball Federation                         | 1968 | Azja Południowo-Wschodnia |
| 9.  | CHN   | Chiny                        | China Volleyball Association                           | 1953 | Azja Wschodnia            |
| 10. | COK   | Wyspy Cooka                  | Cook Islands Volleyball Association                    | 1992 | Oceania                   |
| 11. | FIJ   | Fidżi                        | Fiji Volleyball Federation                             | 1982 | Oceania                   |
| 12. | FSM   | Mikronezja                   | Federated States of Micronesia Volleyball Association  | 1996 | Oceania                   |
| 13. | GUM   | Guam                         | Guam Volleyball Federation                             | 1976 | Oceania                   |
| 14. | HKG   | Hongkong                     | Volleyball Association of Hong Kong, China             | 1959 | Azja Wschodnia            |
| 15. | INA   | Indonezja                    | The National Volleyball Federation of Indonesia        | 1959 | Azja Południowo-Wschodnia |
| 16. | IND   | Indie                        | Volleyball Federation of India                         | 1951 | Azja Centralna            |
| 17. | IRI   | Iran                         | Islamic Republic of Iran Volleyball Federation         | 1959 | Azja Centralna            |
| 18. | IRQ   | Irak                         | Iraq Center Volleyball Federation                      | 1959 | Azja Zachodnia            |
| 19. | JOR   | Jordania                     | Jordan Volleyball Federation                           | 1970 | Azja Zachodnia            |
| 20. | JPN   | Japonia                      | Japan Volleyball Association                           | 1951 | Azja Wschodnia            |
| 21. | KAZ   | Kazachstan                   | Volleyball Federation of Republic of Kazakhstan        | 1992 | Azja Centralna            |
| 22. | KGZ   | Kirgistan                    | Kirigistan Volleyball Federation                       | 1992 | Azja Centralna            |
| 23. | KIR   | Kiribati                     | Kiribati Volleyball Federation                         | 2000 | Oceania                   |
| 24. | KOR   | Korea Południowa             | Korea Volleyball Association                           | 1959 | Azja Wschodnia            |
| 25. | KSA   | Arabia Saudyjska             | Saudi Arabia Volleyball Federation                     | 1964 | Azja Zachodnia            |
| 26. | KUW   | Kuwejt                       | Kuwait Volleyball Association                          | 1964 | Azja Zachodnia            |
| 27. | LAO   | Laos                         | Lao Volleyball Federation                              | 1968 | Azja Południowo-Wschodnia |
| 28. | LIB   | Liban                        | Lebanese Volleyball Federation                         | 1949 | Azja Zachodnia            |
| 29. | MAC   | Makau                        | Amateur Volleyball Association of Macau                | 1986 | Azja Wschodnia            |
| 30. | MAS   | Malezja                      | Malaysia Amateur Volleyball Association                | 1964 | Azja Południowo-Wschodnia |
| 31. | MDV   | Malediwy                     | Volleyball Association of Maldives                     | 1984 | Azja Centralna            |
| 32. | MGL   | Mongolia                     | Volleyball Federation of Mongolia                      | 1957 | Azja Wschodnia            |
| 33. | MSH   | Wyspy Marshalla              | Republic of the Marshall Islands Volleyball Federation | 1992 | Oceania                   |
| 34. | MYA   | Mjanma                       | Myamar Volleyball Federation                           | 1961 | Azja Południowo-Wschodnia |
| 35. | NEP   | Nepal                        | Nepal Volleyball Association                           | 1980 | Azja Centralna            |
| 36. | NIU   | Niue                         | Niue Island Volleyball Association                     | 1998 | Oceania                   |
| 37. | NRU   | Nauru                        | Nauru Volleyball Association                           | 1998 | Oceania                   |
| 38. | NZL   | Nowa Zelandia                | Volleyball New Zealand                                 | 1970 | Oceania                   |
| 39. | OMA   | Oman                         | Oman Volleyball Association                            | 1978 | Azja Zachodnia            |
| 40. | PAK   | Pakistan                     | Pakistan Volleyball Federation                         | 1955 | Azja Centralna            |
| 41. | PAU   | Palau                        | Palau Amateur Volleyball Association                   | 1998 | Oceania                   |
| 42. | PHI   | Filipiny                     | Philippine Amateur Volleyball Association              | 1951 | Azja Południowo-Wschodnia |
| 43. | PLE   | Palestyna                    | Palestine Volleyball Association                       | 1980 | Azja Zachodnia            |
| 44. | PNG   | Papua-Nowa Gwinea            | Papua New Guinea Amateur Volleyball Federation         | 1988 | Oceania                   |
| 45. | PRK   | Korea Północna               | The Volleyball Association of the D.P.R. Korea         | 1955 | Azja Wschodnia            |
| 46. | QAT   | Katar                        | Qatar Volleyball Association                           | 1974 | Azja Zachodnia            |
| 47. | SAI   | Mariany Północne             | Saipan Amateur Volleyball Association                  | 1986 | Oceania                   |
| 48. | SAM   | Samoa                        | Western Samoa Volleyball Association                   | 1984 | Oceania                   |
| 49. | SIN   | Singapur                     | Volleyball Association of Singapore                    | 1965 | Azja Południowo-Wschodnia |
| 50. | SOL   | Wyspy Salomona               | Solomon Islands Volleyball Federation                  | 1990 | Oceania                   |
| 51. | SRI   | Sri Lanka                    | Sri Lanka Volleyball Federation                        | 1955 | Azja Centralna            |
| 52. | SYR   | Syria                        | Syrian Arab Volleyball Federation                      | 1955 | Azja Zachodnia            |
| 53. | TGA   | Tonga                        | Tonga National Volleyball Association                  | 1987 | Oceania                   |
| 54. | THA   | Tajlandia                    | The Amateur Volleyball Association of Thailand         | 1964 | Azja Południowo-Wschodnia |
| 55. | TJK   | Tadżykistan                  | Volleyball Federation of Tadjikistan                   | 1992 | Azja Centralna            |
| 56. | TKM   | Turkmenistan                 | Turkmenistan Volleyball Federation                     | 1992 | Azja Centralna            |
| 57. | TLS   | Timor Wschodni               | Federacão Voleibol Timor Leste                         | 2004 | Oceania                   |
| 58. | TPE   | Chińskie Tajpej              | Chinese Taipei Volleyball Association                  | 1982 | Azja Wschodnia            |
| 59. | TUV   | Tuvalu                       | Federation De Volleyball De Tuvalu                     | 1992 | Oceania                   |
| 60. | UAE   | Zjednoczone Emiraty Arabskie | United Arab Emirates Volleyball Association            | 1976 | Azja Zachodnia            |
| 61. | UZB   | Uzbekistan                   | Uzbekistan Volleyball Federation                       | 1992 | Azja Centralna            |
| 62. | VAN   | Vanuatu                      | Vanuatu Amateur Volleyball                             | 1986 | Oceania                   |
| 63. | VIE   | Wietnam                      | Volleyball Federation of Vietnam                       | 1961 | Azja Południowo-Wschodnia |
| 64. | YEM   | Jemen                        | Yemen Volleyball Association                           | 1970 | Azja Zachodnia            |